# بانشمال
بانشمال رمزها «PM» (بالإنجليزية: Panchmahal)‏ ، هو تقسيم إداري لدولة الهند تتبع ولاية غوجارات (بالإنجليزية: Gujarat)‏ ، مركزها هو مدينة جودهرا (بالإنجليزية: Godhra)‏ عدد سكانها حسب تعداد سنة 2001 هو 2,024,883 ، مساحتها 5,219 كم² وكثافة السكان 388 لكل كم² .